# Money Vs. Love: Dream (MVLD)
Money Vs. Love: Dream (MVLD)는 래퍼 저스디스의 세 번째 믹스테이프이다. 이 믹스테이프는 2014년 5월 7일, 저스디스의 텀블러에 글을 통해서 무료로 공개됐다. 이 믹스테이프는 총 13곡으로 이루어져있으며, Samiyam과 그의 팀 FLYamSAM의 비트들로 만들어져있다.
피쳐링진으로는 디지의 2011년 디지털 싱글 "Deegie's in True Mental pt.4"에 참여한 여성 래퍼 Julie와 3번 트랙 "youngFOREVER"에서 훅과 랩을 맡은 마이노스 그리고 9번 트랙 "CommonCold Freestyle"에선, 저스디스와 팀 커먼콜드로도 활동중인 매드클라운 마지막으로 12번 트랙 "Jesus"에서 랩을 맡은 키비 등이 있다.
믹스테이프에 쓰인 사진들은 "대나무 시리즈"로 알려진 사진작가 강영길의 사진들에 저스디스 본인의 아트워크로 완성되었다.

## 반응
이 저스디스의 믹스테이프는 공개됐을 때, 팬들과 뮤지션들의 많은 트윗과 반응이 있었는데, 그 중에서도 허클베리 피는 3년전 싸이퍼에서 프리스타일 도중 저스디스의 번호를 받아간 일화를 적은 트윗을 올렸다.

## 트랙리스트
| #            | 제목                                                     | 작곡         | 재생 시간 |
| ------------ | -------------------------------------------------------- | ------------ | --------- |
| 1.           | 〈SelFish (Fuck ‘Em) (뻐끔)〉                            | Samiyam      | 2:01      |
| 2.           | 〈Intro For The Motherfuckers (feat. Julie)〉            | FLYamSAM     | 0:29      |
| 3.           | 〈youngFOREVER (feat. Minos)〉                           | Samiyam      | 3:01      |
| 4.           | 〈서울 (SsEeOoUuLl)〉                                    | Samiyam      | 3:14      |
| 5.           | 〈LOVE〉                                                 | Samiyam      | 1:28      |
| 6.           | 〈G€T MON€¥〉                                            | Samiyam      | 3:03      |
| 7.           | 〈구걸은 안 해 (Not For The Sale)〉                      | Samiyam      | 1:20      |
| 8.           | 〈Fuck It〉                                              | Samiyam      | 3:00      |
| 9.           | 〈CommonCold Freestyle (feat. Mad Clown of CommonCold)〉 | FLYamSAM     | 4:09      |
| 10.          | 〈Let Me Go〉                                            | FLYamSAM     | 2:18      |
| 11.          | 〈BeautiFULL〉                                           | Samiyam      | 2:24      |
| 12.          | 〈Jesus (feat. Kebee)〉                                  | Samiyam      | 3:00      |
| 13.          | 〈Money Vs. Love: Dream (MVLD)〉                         | Samiyam      | 1:17      |
| 총 재생 시간 | 총 재생 시간                                             | 총 재생 시간 | 31:02     |